# JTBC 아침 드라마
JTBC 아침 드라마는 JTBC에서 2011년 12월 5일부터 2012년 3월 7일까지 방송했던 연속극 드라마 프로그램이었다.

## 개요
연속극 드라마 형식으로 방송했다.

## 프로그램 리스트
- 아래 드라마 프로그램들은 2003년 이전에 제작·방송한 작품들로 부득이하게 일부 장면에서 흡연 장면 및 담배 소품이 노출될 수 있으며 시청자 여러분들의 양해를 바랍니다.
- 아래 드라마 프로그램들은 2002년 11월 이후 시청 가능 연령을 표시하는 드라마 등급 제도를 의무적으로 시행하여 현재까지 이어지고 있습니다.
- 2017년 3월 1일부터 TV 프로그램 등급 표시 외에 주제, 폭력성, 선정성, 언어, 모방 위험 등 분류 사유 표시를 의무적으로 시행하고 있습니다.

### 2010년대
- 《여자가 두번 화장할 때》 : 2011년 12월 5일 ~ 2012년 3월 7일

## 경쟁 프로그램
- KBS 1TV 아침 드라마
- KBS 2TV 아침 드라마
- MBC 아침 드라마
- SBS 아침연속극
- tvN 일일 드라마